# Oltretomba

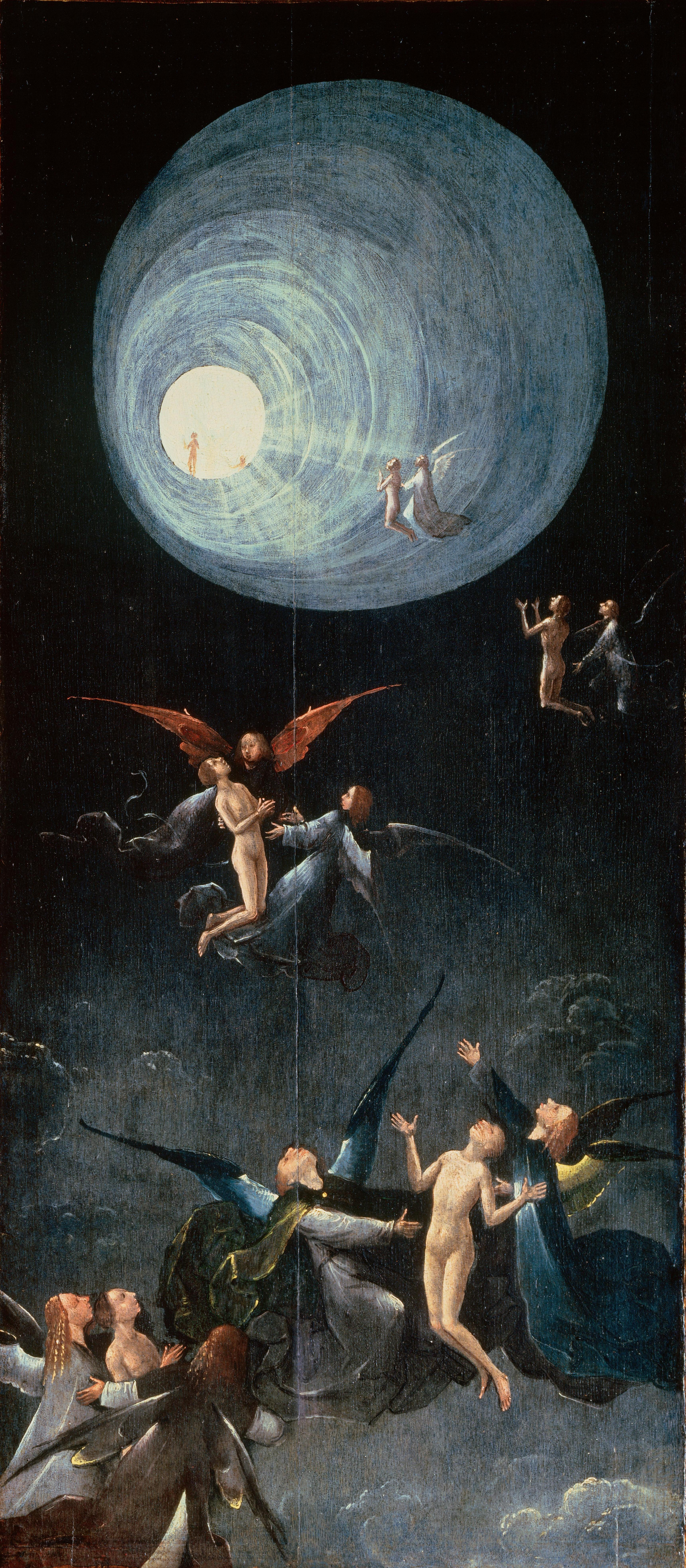
Ascesa nell'Empireo, di Hieronymus Bosch

L'oltretomba o l'aldilà, nello studio comparato delle mitologie e delle religioni, indica un luogo o una condizione di continuazione dell'esistenza, spesso solo in forma immateriale, come anima o spirito disincarnato dopo la morte fisica.

## Il concetto nelle religioni
Il concetto di oltretomba, nelle culture in cui questo è rinvenibile, è connesso alla cosmologia o, più precisamente, al modo in cui le diverse culture le hanno dato una collocazione, talora assegnando un luogo specifico all'interno del cosmo alla sede dei morti, distinguendolo da quello dei viventi. In tal senso, oltre a definire l'aldilà, il concetto dell'Oltretomba mette in rapporto la condizione dei morti con quello polare dell'aldiquà, ovvero la condizione dei viventi che ad esso si contrappone.
Le religioni per le quali la vita umana non termina con la morte, prefigurano in maniere diverse la situazione della vita dopo la morte. Si riscontra la tendenza comune alle diverse religioni a rappresentare i defunti come entità private di alcune capacità sensoriali, come vedere o sentire, in quanto le mitologie primitive e antiche tendono a considerare lo stato di morte come un "non essere"; successivamente alcuni orientamenti religiosi (giudaismo, mazdeismo zoroastriano, cristianesimo, islam) introducono l'idea di una possibilità di salvezza dalla morte unita a quella di una sanzione etica basata sul comportamento in vita del defunto che determina un'esistenza nell'oltretomba come stato di gloria o di dannazione. Nel cristianesimo viene aggiunta l'idea di una vita vera e propria, a seguito della resurrezione "alla fine dei tempi".
L'oltretomba generalmente non costituisce una nozione comprensibile di per sé, ma acquista valore solo mettendolo in relazione con la realtà vissuta e valutata sulla Terra, ed è ciò che permette il passaggio dal livello cosmologico (ordinatore in senso spaziale) a quello escatologico (ordinatore in senso etico). Rispetto alla vita, l'oltretomba può essere percepito come un ristoro, ma anche come una minaccia..
Il concetto di oltretomba acquista una rilevante importanza sia nello sviluppo di diversi sistemi metafisici come teismo, panteismo, deismo, che nella loro critica come quella esercitata da ateismo o agnosticismo.

## Tipologie di oltretomba

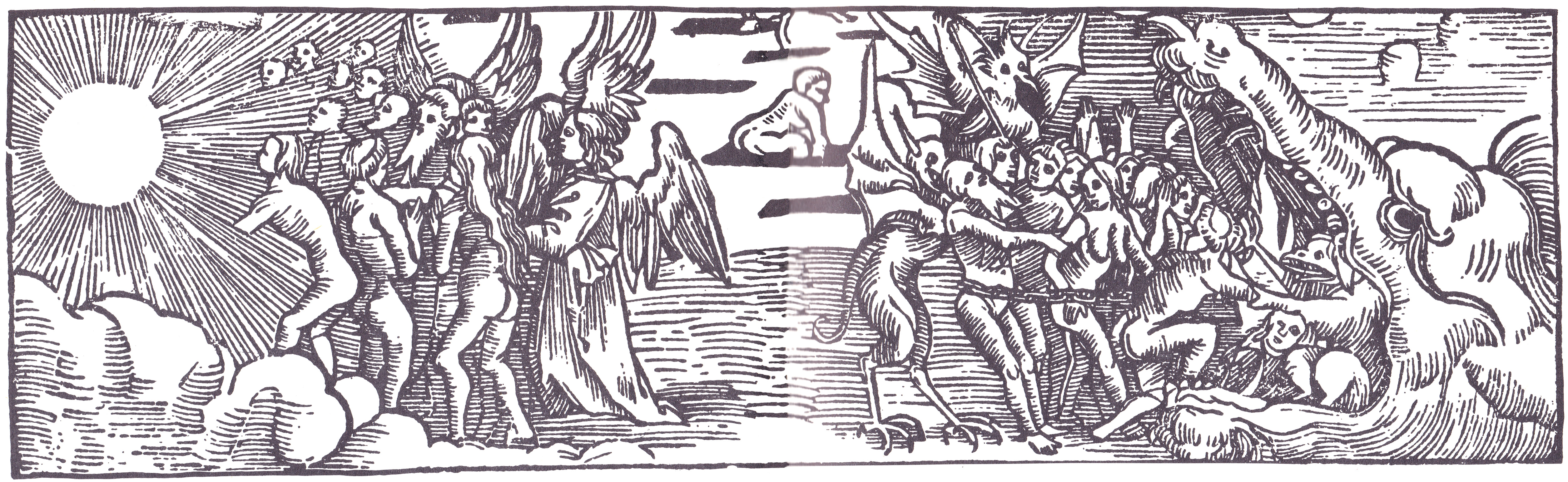
Paradiso e inferno, illustrazione da una stampa cinquecentesca.

La condizione fisica ed esistenziale dell'oltretomba può essere distinta in due tipologie:
- L'oltretomba negativo, ovvero un inferno in cui si sperimenta unicamente il male.
- L'oltretomba positivo, che rappresenta una fonte di potere straordinario, a cui di solito viene specificamente assegnata una collocazione diversa da quella umana. Di conseguenza l'oltretomba positivo rappresenta il paradiso, luogo di benessere in cui si sperimenta unicamente il bene.

Questa classificazione è valida solo a fine orientativo per poter affrontare meglio le formulazioni delle diverse culture.

## Etnologia

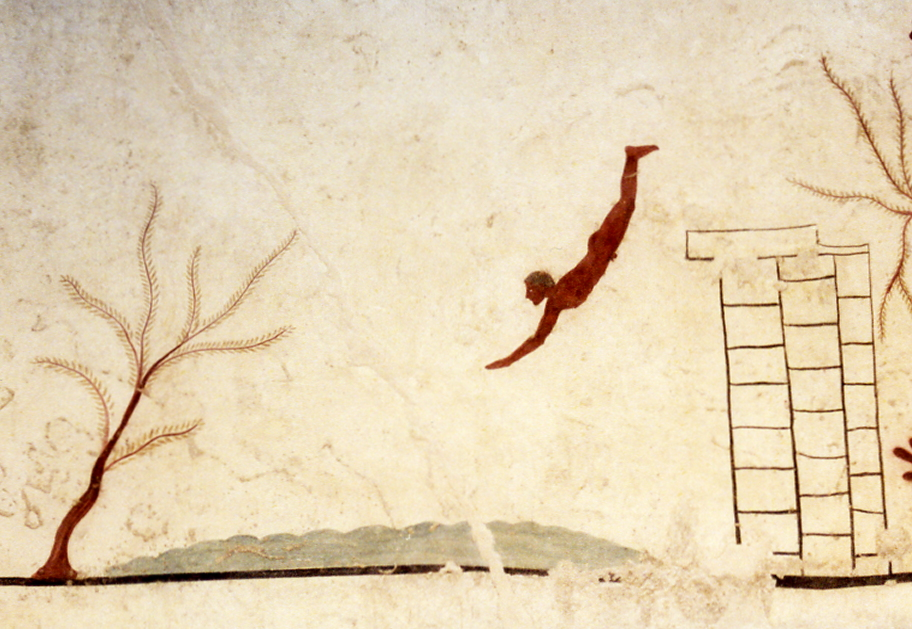
Il tuffatore di Paestum (480-470 a.C.), esempio di spiritualità tardo-antica sul tema della morte nella raffigurazione del ragazzo che, saltando dalle mitiche colonne d'Ercole, limite simbolico della conoscenza umana, si getta nel mare dell'aldilà per un transito verso uno stato di coscienza diverso da quello terreno.

Le credenze relative al mondo ultraterreno sono molto varie tra le popolazioni di interesse etnologico in cui l'oltretomba si presenta come un passaggio dalla vita terrena al regno dei morti.
In genere il mondo ultraterreno ha posizioni ben precise come per esempio sotto terra, in un'isola, oltre le stelle ecc., strettamente collegate con le conoscenze geografiche e cosmologiche del popolo.
Quasi ovunque si ritiene che i due mondi siano strettamente interdipendenti: i vivi hanno bisogno dei morti e a loro si rivolgono per ottenere fortuna, abbondanza e fecondità; e anche i morti necessitano dell'aiuto dei viventi, in primo luogo perché vengano celebrati i riti funebri, poiché si crede che le anime delle persone non sepolte siano infelici, vaghino senza meta e in molti casi (Africa, sulka della Nuova Britannia, ecc.) si ritiene che gli insepolti non riescano ad accedere all'oltretomba.
A ogni modo, al di là delle differenze di culture, le varie localizzazioni dell'oltretomba possono avere più che altro un significato allegorico, con cui si riferisca in forma tangibile ad un diverso stato di coscienza:
(Thorwald Dethlefsen, Vita dopo vita [1978], pp. 128-9, trad. di Stefania Bonarelli, Roma, Mediterranee, 2006)

## Oltretomba nella mitologia e nella religione
- Culti aborigeni australiani
  1. Baralku
- Mitologia accadica
  1. Arallu o Kur
- Mitologia azteca
  1. Mictlan
- Mitologia babilonese
  1. Kurnugia
- Buddhismo
  1. Naraka (o Neraka)
  2. Preta
  3. Nirvana
- Mitologia celtica
  1. Annwn
  2. Mag Mell
  3. Tír na nÓg
- Mitologia cinese
  1. Feng Du
  2. Diyu
- Cristianesimo
  1. Paradiso
  2. Inferno
  3. Limbo
  4. Purgatorio
- Mitologia egizia
  1. Aaru
  2. Duat
  3. Neter-khertet
- Culti delle Isole Fiji
  1. Nabangatai
- Culti Tagalog
  1. Kasanaan
- Mitologia finlandese
  1. Tuonela

- Mitologia greca
  1. Campi Elisi
  2. Ade
  3. Tartaro
  4. Mito di Er
- Induismo
  1. Amaravati
  2. Svarga
  3. Naraka
  4. Nirvana
- Religione inca
  1. Uca Pacha
- Mitologia inuit
  1. Adlivun
- Islam
  1. Jahannam
  2. Narr
  3. Janna
- Mitologia indonesiana
  1. Patal
- Mitologia giapponese
  1. Yomi
- Mitologia lettone
  1. Aizsaule
- Mitologia maya
  1. Xibalba
  2. Metnal
- Culti melanesiani
  1. Tuma
- Mitologia norrena
  1. Helheim
  2. Niflheimr
  3. Valhalla

- Culti Oromo
  1. Ekera
- Culti polinesiani
  1. Avaiki
  2. Bulotu
  3. Bulu
  4. Burotu
  5. Iva
  6. Lua-o-Milu
  7. Murimuria
  8. Nabangatai
  9. Nga-Atua
  10. Pulotu
  11. Rangi Tuarea
  12. Te Toi-o-nga-Ranga
  13. Uranga-o-Te-Ra
- Culti Pueblo
  1. Shipap
- Mitologia romana
  1. Ade
  2. Cuma
- Mitologia slava
  1. Peklo
- Mitologia sumera
  1. Kur
- Vodun
  1. Guinee
- Culti Wagawaga
  1. Hiyoyoa

## Sovrani e guardie dell'oltretomba
Questo elenco comprende anche le creature poste a guardia o comando dell'oltretomba. L'elenco comprende sia la mitologie dei popoli antichi che le religioni vive nell'età moderna.
- Mitologia aborigena
  1. Baiame (Kamilaroi)
  2. Eingana
- Mitologia accadica
  1. Allu
  2. Ereshkigal
  3. Etemmu
  4. Namtar
  5. Nergal
- Mitologia albanese
  1. E bukura e dheut
- Mitologia armena
  1. Spandaramat
- Mitologia azteca
  1. Mictlantecuhtli
  2. Mictecacihuatl
  3. Xolotl
- Mitologia babilonese
  1. Erra
  2. Ereshkigal
  3. Belet Seri
- Mitologia balinese
  1. Batara Kala
  2. Setesuyara
- Mitologia bon
  1. gNyan
- Buddhismo
  1. Emma-O
  2. Yama
- Mitologia cananea
  1. Mot
- Mitologia celtica
  1. Arawn
  2. Bean Sidhe
  3. Cernunno
  4. Cwn Annwn
  5. Gwyn ap Nudd
  6. Latiaran
  7. Manannan mac Lir
  8. Midir
  9. Mórrígan
  10. Niamh
  11. Pwyll
  12. Sluagh
  13. Tethra
- Mitologia cinese
  1. Gŭi
  2. Yanluo
- Mitologia cristiana
  1. Satana
  2. Michele
  3. Caronte (nell'Inferno della Divina Commedia)
  4. Minosse (nell'Inferno della Divina Commedia)
- Mitologia egizia
  1. Ammit
  2. Andjety
  3. Anubi
  4. Apep
  5. Iside
  6. Mehen
  7. Mehetueret
  8. Mertseger
  9. Naunet
  10. Nehebkau
  11. Nephthys
  12. Nuit
  13. Osiride
  14. Sokar
  15. Thot
- Mitologia elamica
  1. Jabru
- Mitologia etrusca
  1. Charun
  2. Culsu
  3. Februus
  4. Mania
  5. Mantus
  6. Tuchulcha
  7. Vanth
- Mitologia fenicia
  1. Mot
- Mitologia filippina
  1. Bakonawa

- Mitologia finlandese
  1. Kalma
  2. Kiu-Tytto
  3. Kivutar
  4. Lovitar
  5. Surma
  6. Tuonen akka
  7. Tuonetar
  8. Tuoni
  9. Vammatar
- Mitologia frigia
  1. Men
- Mitologia greca
  1. Ade
  2. Cerbero
  3. Caronte
  4. Minosse
  5. Persefone
  6. Thanatos
- Mitologia haida
  1. Ta'xet
  2. Tia
- Induismo
  1. Bali
  2. Chitragupta
  3. Dhumorna
  4. Durgha
  5. Nāga
  6. Rudra
  7. Soma
  8. Varuṇa
  9. Vivasvat
  10. Yama
- Mitologia Ibo
  1. Ala
- mitologia inca
  1. Supay
  2. Vichama
- Mitologia indonesiana
  1. Dewi Shri
  2. Ndara
- Mitologia Inuit
  1. Pana
- Islam/Mitologia araba
  1. Hafaza
  2. Urì
  3. ʿIfrīt
  4. Jinn
  5. Mala'ikah
  6. Munkar e Nakīr
  7. Peri
- Mitologia giapponese
  1. Hisa-Me
  2. Hotoke
  3. Ika-Zuchi-no-Kami
  4. Jikininki
  5. Shiko-Me
  6. Shiti Dama
  7. Shi-Ryo
- Mitologia cassita
  1. Dur
- Mitologia Khmer
  1. Preas Eyssaur
- Mitologia lettone
  1. Veli
  2. Velu mate
  3. Zemes mate
- Mitologia Lunda
  1. Kalunga
- Mitologia maya
  1. Ah Puch
  2. Carakan
  3. Chamer
  4. Cizin
  5. Hun Came
  6. Vucub Came
- Mitologia Narragansett
  1. Chepi
- Mitologia Navajo
  1. Estanatelhi
- Mitologia Niquiran
  1. Mictantecot
- Mitologia norrena
  1. Garm
  2. Hella
  3. Rán

- Mitologia Orokolo
  1. Kiavari
- Mitologia persiana
  1. Dahaka
  2. Peri
- Mitologia polinesiana
  1. Auraka
  2. Degei
  3. Hikuleo
  4. Hina
  5. Hine-nui-te-Po
  6. Kanaloa
  7. Kiho
  8. Limu
  9. Makea Tutara
  10. Mahiuki
  11. Mahu-ike
  12. Marama
  13. Mauri
  14. Merau
  15. Milü
  16. Miru
  17. Ratu-mai-mbula
  18. Rimu
  19. Rohi
  20. Samulayo
  21. Tangaroa
  22. Whiro
- Mitologia prussiana
  1. Picullus
- Mitologia Pueblo
  1. Iyatiku
- Mitologia romana
  1. Cerbero
  2. Tacita
  3. Egeste
  4. Fame
  5. Inferii Dii
  6. Larenta
  7. Latona
  8. Libitina
  9. Morte
  10. Plutone
  11. Proserpina
  12. Sibilla cumana
  13. Viduus
- Mitologia russa
  1. Koshchei
- Mitologia Saami
  1. Yambe-akka
- Mitologia Salish
  1. Amotken
- Mitologia siberiana
  1. Chebeldei
  2. Kul
- Mitologia slava
  1. Crnobog
  2. Pya
  3. Flins
  4. Marzana
  5. Nyia
- Mitologia sumera
  1. Endukugga
  2. Enmesarra
  3. Ereshkigal
  4. Gidim
  5. Namtar
  6. Nergal
  7. Nindukugga
  8. Ninlil
- Mitologia Tamil
  1. Cur
- Vodun
  1. Baron Cimetière
  2. Baron La Croix
  3. Baron Samedi
  4. Ghede
  5. Maman Brigitte
  6. Marassa Jumeaux
- Mitologia Wagawaga
  1. Tumudurere
- Mitologia Yoruba
  1. Oyá
- Mitologia Yurak
  1. Nga
- Mitologia zingara
  1. Mulo
- Mitologia Zuni
  1. Uhepono